# Art Hsu
Arthur Joe Hsu (Nova Iorque, 19 de janeiro de 1975) é um ator estadunidense de ascendência chinesa.

## Filmografia[1]
| Film | Film                                     | Film                   | Film           |
| Ano  | Filme                                    | Papel                  | Outras notas   |
| ---- | ---------------------------------------- | ---------------------- | -------------- |
| 2006 | Du Shi                                   | John Su                | Curta metragem |
| 2006 | Honey                                    | Michael                | Curta metragem |
| 2006 | Broken Rhyme                             | Traficante de armas    |                |
| 2007 | Pirates of the Caribbean: At World's End | Pirata asiático maluco |                |
| 2007 | The State of Sunshine                    | Danny                  | Curta metragem |
| 2007 | Balls of Fury                            | Guarda misterioso      |                |
| 2009 | Love 10 to 1                             | Tim                    |                |
| 2009 | Crank 2: High Voltage                    | Johnny Vang            |                |
| 2010 | Anti-Samaritan Hotline                   | Frank o operador       | Curta metragem |
| 2011 | The Girl from the Naked Eye              | Sammy                  |                |
| 2011 | The FP                                   | KCDC                   |                |
| 2011 | I Think Bad Thoughts                     | Mr. Crowley            |                |
| 2011 | Silver Case                              | Homem de negócios nº 2 |                |